# E. Richard Johnson
Pour les articles homonymes, voir Johnson et Richard Johnson.
Emil Richard Johnson, né le 23 avril 1937 à Prentice dans le Wisconsin et mort le 18 décembre 1997 est un écrivain américain de roman policier.

## Biographie
Après avoir grandi dans le Wisconsin, Emil Richard Johnson quitte l’école à 17 ans et s’engage dans l’armée où il devient sous-officier. De 1956 à 1960, il est sergent des services de renseignements en Allemagne de l'Ouest.
Après sa démobilisation, il est successivement garde forestier, ouvrier agricole et foreur de puits. En 1964, il est condamné pour attaque à main armée et meurtre. C’est dans sa cellule de Stillwater qu’il commence à écrire.
Son premier roman Silver Street obtient en 1969 le prix Edgar-Allan-Poe  du meilleur premier roman. C’est le début d’une série de cinq romans consacrés à Tony Lanto, inspecteur de police.
Emil Richard Johnson a écrit tous ses romans en prison, sa peine s’achevant en 1992, car sa libération conditionnelle fut annulée quand il est reconnu coupable du délit de consommation de drogues derrière les barreaux et quand il est à nouveau incarcéré après une brève évasion.

## Œuvre

### Romans

#### SérieTony Lonto
- Silver Street (1968) (Prix Edgar-Allan-Poe  1969 du meilleur premier roman) Publié en français sous le titre Les harengs ont bon dos, Paris, Gallimard, coll. « Série noire » no 1253, 1968
- The Inside Man (1969) Publié en français sous le titre La Chute de Pégase, Paris, Gallimard, coll. « Série noire » no 1368, 1970
- Blind Man's Stuff (1987) Publié en français sous le titre Le Gang des éclopés, Paris, Gallimard, coll. « Série noire » no 2162, 1989
- The Hands of Eddy Lloyd (1988) Publié en français sous le titre Les Mains d'Eddy Lloyd, Paris, Gallimard, coll. « Série noire » no 2687, 2003
- Dead Flowers (1990)

#### Autres romans
- Mongo's Back in Town (1969) Publié en français sous le titre Mongo est revenu, Paris, Gallimard, coll. « Série noire » no 1302, 1969
- Cage Five Is Going to Break (1970) Publié en français sous le titre La 5 va se faire la paire, Paris, Gallimard, coll. « Série noire » no 1389, 1971
- The Judas (1971) Publié en français sous le titre Le Loup dans la smala, Paris, Gallimard, coll. « Série noire » no 1497, 1972
- Case Load-Maximum (1971) Publié en français sous le titre Viol à main armée, Paris, Gallimard, coll. « Série noire » no 1543, 1972
- God Keepers (1971)
- The Cardinalli Contract (1975)

## Filmographie
- 1971 : Le Retour du tueur (Mongo’s Back in Town), téléfilm américain réalisé par Marvin Chomsky, adaptation du roman éponyme, avec Telly Savalas et Sally Field

## Sources
- Claude Mesplède (dir.), Dictionnaire des littératures policières, vol. 2 : J - Z, Nantes, Joseph K, coll. « Temps noir », 2007, 1086 p. (ISBN 978-2-910686-45-1, OCLC 315873361), p. 48-49.
- Claude Mesplède, Les années "Série noire" : bibliographie critique d'une collection policière, vol. 3 : 1966-1972, Amiens, Editions Encrage, coll. « Travaux / 22 », 1994 (ISBN 978-2-906389-53-3).
- Claude Mesplède, Les années "Série noire" bibliographie critique d'une collection policière, t. 4 : 1972-1982, Amiens, Encrage, coll. « Travaux » (no 25), 1995 (ISBN 978-2-906389-63-2).
- Claude Mesplède, Les années "Série noire" bibliographie critique d'une collection policière, vol. 5 : 1982-1995, Amiens, Encrage, coll. « Travaux » (no 36), 2000.
- Claude Mesplède et Jean-Jacques Schleret, SN, voyage au bout de la Noire : inventaire de 732 auteurs et de leurs œuvres publiés en séries Noire et Blème : suivi d'une filmographie complète, Paris, Futuropolis, 1982, 476 p. (OCLC 11972030).